# 西湖镇 (阜阳市)
西湖镇，是中华人民共和国安徽省阜阳市颍州区下辖的一个乡镇级行政单位。

## 行政区划
西湖镇下辖以下地区：
大田社区、汤庄村、华佗村、迎水村、五里村、大许村和路庄村。